# Liste der Bodendenkmäler in Oberviechtach
Auf dieser Seite sind die Bodendenkmäler in der Oberpfälzer Stadt Oberviechtach zusammengestellt. Diese Tabelle ist eine Teilliste der Liste der Bodendenkmäler in Bayern. Grundlage ist die Bayerische Denkmalliste, die auf Basis des Bayerischen Denkmalschutzgesetzes vom 1. Oktober 1973 erstmals erstellt wurde und seither durch das Bayerische Landesamt für Denkmalpflege geführt wird. Die folgenden Angaben ersetzen nicht die rechtsverbindliche Auskunft der Denkmalschutzbehörde.

## Bodendenkmäler der Gemeinde Oberviechtach

### Bodendenkmäler in der Gemarkung Eigelsberg
| Lage                  | Objekt                         | Akten-Nr.     | Bild |
| --------------------- | ------------------------------ | ------------- | ---- |
| Eigelsberg (Standort) | Mesolithische Freilandstation. | D-3-6540-0007 |      |

### Bodendenkmäler in der Gemarkung Hof
| Lage           | Objekt | Akten-Nr.     | Bild |
| -------------- | --- | ------------- | ---- |
| Hof (Standort) | Archäologische Befunde und Funde des Mittelalters und der frühen Neuzeit im Bereich der Katholischen Kirche St. Ägidius in Hof, abgegangener mittelalterlicher Adelssitz.                    | D-3-6540-0034 |      |
| Hof (Standort) | Archäologische Befunde und Funde des Mittelalters und der frühen Neuzeit im Bereich der Katholischen Kapelle St. Walburgis, darunter die Spuren von Vorgängerbauten bzw. früheren Bauphasen. | D-3-6540-0101 |      |

### Bodendenkmäler in der Gemarkung Lind
| Lage            | Objekt                    | Akten-Nr.     | Bild |
| --------------- | ------------------------- | ------------- | ---- |
| Lind (Standort) | Mittelalterliche Wüstung. | D-3-6540-0003 |      |

### Bodendenkmäler in der Gemarkung Mitterlangau
| Lage                    | Objekt                                   | Akten-Nr.     | Bild |
| ----------------------- | ---------------------------------------- | ------------- | ---- |
| Mitterlangau (Standort) | Frühneuzeitliche Hofwüstung Stangenberg. | D-3-6440-0084 |      |

### Bodendenkmäler in der Gemarkung Obermurach
| Lage                  | Objekt                                                                         | Akten-Nr.     | Bild |
| --------------------- | ------------------------------------------------------------------------------ | ------------- | ---- |
| Obermurach (Standort) | Spätpaläolithische und mesolithische Freilandstation.                          | D-3-6540-0010 |      |
| Obermurach (Standort) | Archäologische Befunde im Bereich der mittelalterlichen Burgruine Haus Murach. | D-3-6540-0059 |      |

### Bodendenkmäler in der Gemarkung Oberviechtach
| Lage                     | Objekt | Akten-Nr.     | Bild |
| ------------------------ | --- | ------------- | ---- |
| Oberviechtach (Standort) | Mesolithische Freilandstation. | D-3-6540-0001 |      |
| Oberviechtach (Standort) | Mesolithische Freilandstation. | D-3-6540-0008 |      |
| Oberviechtach (Standort) | Mesolithische Freilandstation | D-3-6540-0011 |      |
| Oberviechtach (Standort) | Archäologische Befunde des Mittelalters und der frühen Neuzeit im historischen Stadtkern von Oberviechtach.                                                                                                   | D-3-6540-0052 |      |
| Oberviechtach (Standort) | Mittelalterlicher Erdstall. | D-3-6540-0053 |      |
| Oberviechtach (Standort) | Archäologische Befunde des Mittelalters und der frühen Neuzeit im Bereich der Katholischen Pfarrkirche St. Johannes Baptist in Oberviechtach, darunter die Spuren von Vorgängerbauten bzw. älterer Bauphasen. | D-3-6540-0054 |      |
| Oberviechtach (Standort) | Untertägige Befunde der frühen Neuzeit im Bereich der Katholischen Kapelle Unsere Liebe Frau vom Bleichanger in Oberviechtach, darunter die Spuren von Vorgängerbauten.                                       | D-3-6540-0055 |      |
| Oberviechtach (Standort) | Untertägige Befunde der spätmittelalterlichen Marktbefestigung von Oberviechtach, darunter die Spuren der abgebrochenen Mauer mit vorgelegtem Graben und dreier abgebrochener Tore                            | D-3-6540-0056 |      |
| Oberviechtach (Standort) | Archäologische Befunde der frühen Neuzeit im Bereich der Katholischen Wallfahrtskirche St. Johannes Nepomuk in Johannesberg.                                                                                  | D-3-6540-0100 |      |

### Bodendenkmäler in der Gemarkung Pirkhof
| Lage               | Objekt                                                                                 | Akten-Nr.     | Bild |
| ------------------ | -------------------------------------------------------------------------------------- | ------------- | ---- |
| Pirkhof (Standort) | Untertägige Befunde des abgegangenen frühneuzeitlichen Hammerschlosses von Lukahammer. | D-3-6540-0114 |      |

### Bodendenkmäler in der Gemarkung Pullenried
| Lage                  | Objekt | Akten-Nr.     | Bild |
| --------------------- | --- | ------------- | ---- |
| Pullenried (Standort) | Mittelalterliches und frühneuzeitliches Goldabbaurevier mit Gruben, Gräben und Halden. | D-3-6440-0003 |      |
| Pullenried (Standort) | Archäologische Befunde des Mittelalters und der frühen Neuzeit im Bereich der Katholischen Pfarrkirche St. Vitus in Pullenried, darunter die Spuren von Vorgängerbauten bzw. älterer Bauphasen. | D-3-6440-0074 |      |
| Pullenried (Standort) | Archäologische Befunde des Mittelalters und der frühen Neuzeit im Bereich des ehemaligen Hofmarkschlosses in Pullenried.                                                                        | D-3-6440-0075 |      |
| Pullenried (Standort) | Frühneuzeitliche Wüstung Weißbachmühle. | D-3-6440-0083 |      |

### Bodendenkmäler in der Gemarkung Wildeppenried
| Lage                     | Objekt | Akten-Nr.     | Bild |
| ------------------------ | --- | ------------- | ---- |
| Wildeppenried (Standort) | Archäologische Befunde des Mittelalters und der frühen Neuzeit im Bereich der Katholischen Kirche St. Bartholomäus in Wildeppenried, darunter die Spuren von Vorgängerbauten bzw. älteren Bauphasen. | D-3-6440-0078 |      |